# Heterochroma chlorographa
Heterochroma chlorographa är en fjärilsart som beskrevs av George Francis Hampson 1908. Heterochroma chlorographa ingår i släktet Heterochroma och familjen nattflyn. Inga underarter finns listade i Catalogue of Life.